# Флорентий Буржский

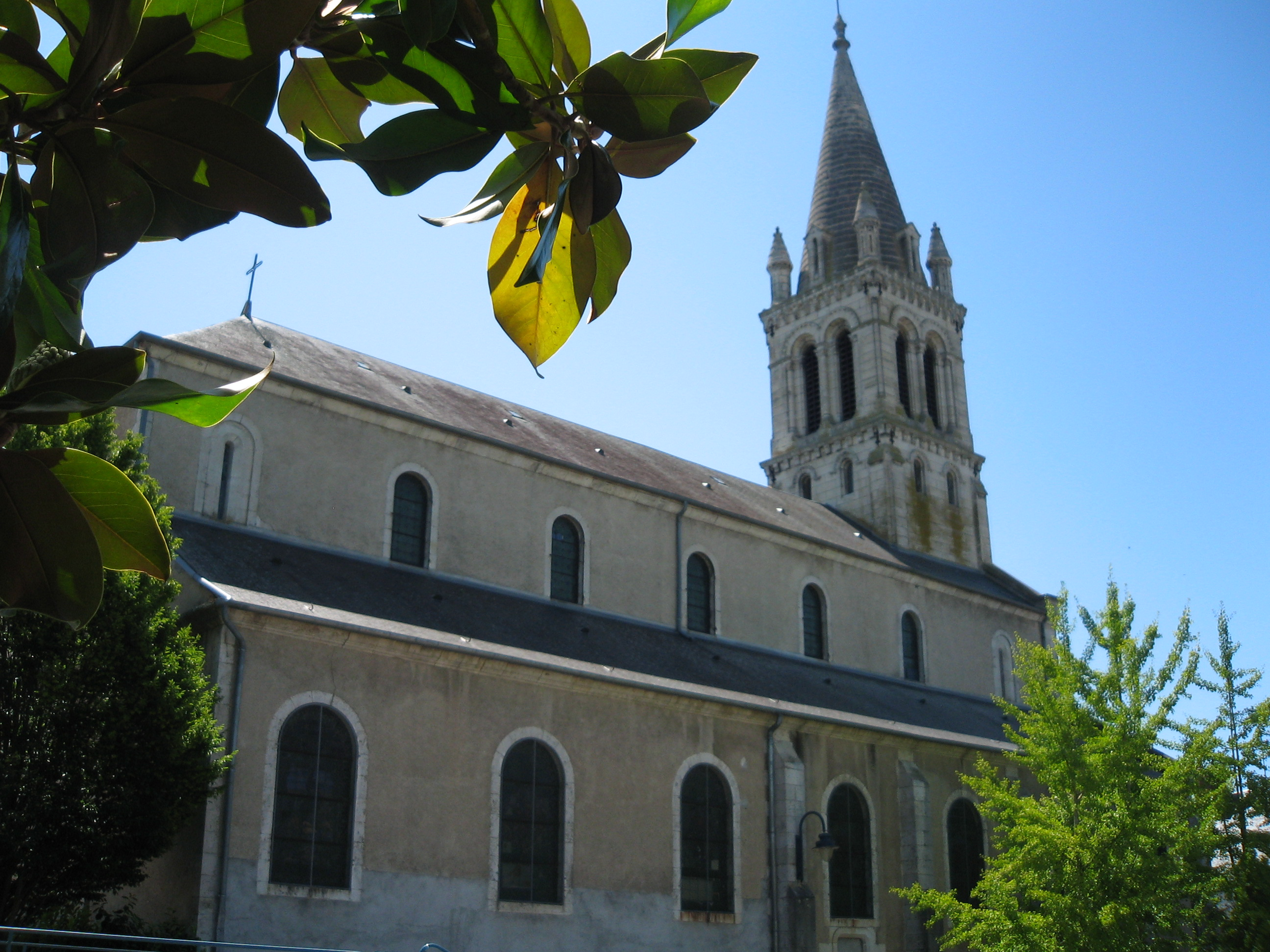
Церковь Сен-Флоран

Флорентий (Флоренций, Флоран; лат. Florentius, фр. Florent; умер в 664) — епископ Буржский, святой (дни памяти — 12 декабря и 29 декабря).

## Биография
Святой Флорентий был первым помощником святого Сульпиция Благочестивого, своего предшественника на епископской кафедре Буржа. Епископство Флорентия длилось двадцать лет и ознаменовалось большими духовными трудами. Святой Флорентий особо почитаем в Сен-Флоран-сюр-Шер, где в его честь освящён храм.